# Medium (hudební skupina)
Medium je plzeňská hardrocková skupina založená v sedmdesátých let 20. století v Plzni.
Skupina Medium byla založena v roce 1976 Milanem Borníkem (kytara, zpěv) Čestmírem Mrzenou (kytara, zpěv), Josefem Zedníkem (bicí) Zdeňkem Jakubcem (zpěv, housle), Jindřichem Trojanem (klávesy), Petrem Štajdlem (basová kytara) a Fredem Kristem (perkuse).
Koncem roku 1977 ukončila skupina svoji činnost a v tomto období prošlo skupinou celá řada muzikantů, kteří jsou dnes obsazení jak ve známých, tak i neznámých skupinách.
V roce 1979 se vrátil ze základní vojenské služby Milan Borník a po dvouleté činnosti ve skupině Nautilus obnovil Medium ve složení Petr Šťastný (Turbo) baskytara, Ivan Audes (Jazzcombo, černé divadlo) bicí, Jindřich Trojan klávesy.
Po stálých neshodách Trojan a Audes odchází na vojnu a za bicí usedá Pavel Zbořil (TOČR Felixe Slováčka) toho času čerstvý absolvent konzervatoře. O rok později odchází Šťastný a Zbořil k Václavu Rajtmajerovi do skupiny Triumf.
V následujících letech se Borník začal obklopovat různými muzikanty a začal budovat vlastní tvorbu až do roku 1983 kdy opustili členové skupiny Rogallo svého kapelníka Karla Kopejtka a přešli do skupiny Medium. V tomto období začal fungovat skladatelský tandem Borník - Duroň doplněný Ladislavem Somolíkem (klávesy, zpěv) a Františkem Adámkem (bicí, zpěv). Po třech letech fungování skupina opět ukončila tvorbu. V roce 1987 se Borník obklopuje novými muzikanty a skupina má hotový celý vlastní repertoár, který později hraje na svých koncertech.
Po experimentování s obsazením se v roce 1996 zrodila sestava Milan Borník (kytara, zpěv) Petr Dvořák (klávesy, zpěv) Václav Štěpánek (baskytara, zpěv) Jacek Lukáš (bicí, zpěv). V roce 1998 natočila skupina první album MEDIUM 1 ve vlastním studiu a vlastní režii. V současné době je připravováno druhé album.
V prosinci 2022 zemřel Milan Borník a Medium tak přišlo o posledního z "otců zakladatelů". Během roku 2023 ale do kapely přišly nové tváře a od května 2024 se vrací na západočeská koncertní pódia v sestavě Luboš Hubinger (zpěv), Adam Let (kytara), Petr Dvořák (klávesy, zpěv), Stanislav Kolář (baskytara, zpěv) a Jacek Lukáš (bicí, zpěv).

## Diskografie

### Alba
- Medium 1 (1998)
- S tebou noc je dlouhá (2005)